# رونالد باول (لاعب كريكت)
رونالد باول (بالإنجليزية: Ronald Powell)‏ (27 سبتمبر 1883 في أستراليا - 22 أغسطس 1922) هو لاعب كريكت أسترالي. لعب مع فريق تسمانيا للكريكت.

## وصلات خارجية
- رونالد باول (لاعب كريكت) على موقع إي آس بي آن كريك إنفو (الإنجليزية)